# Osiedle Wały

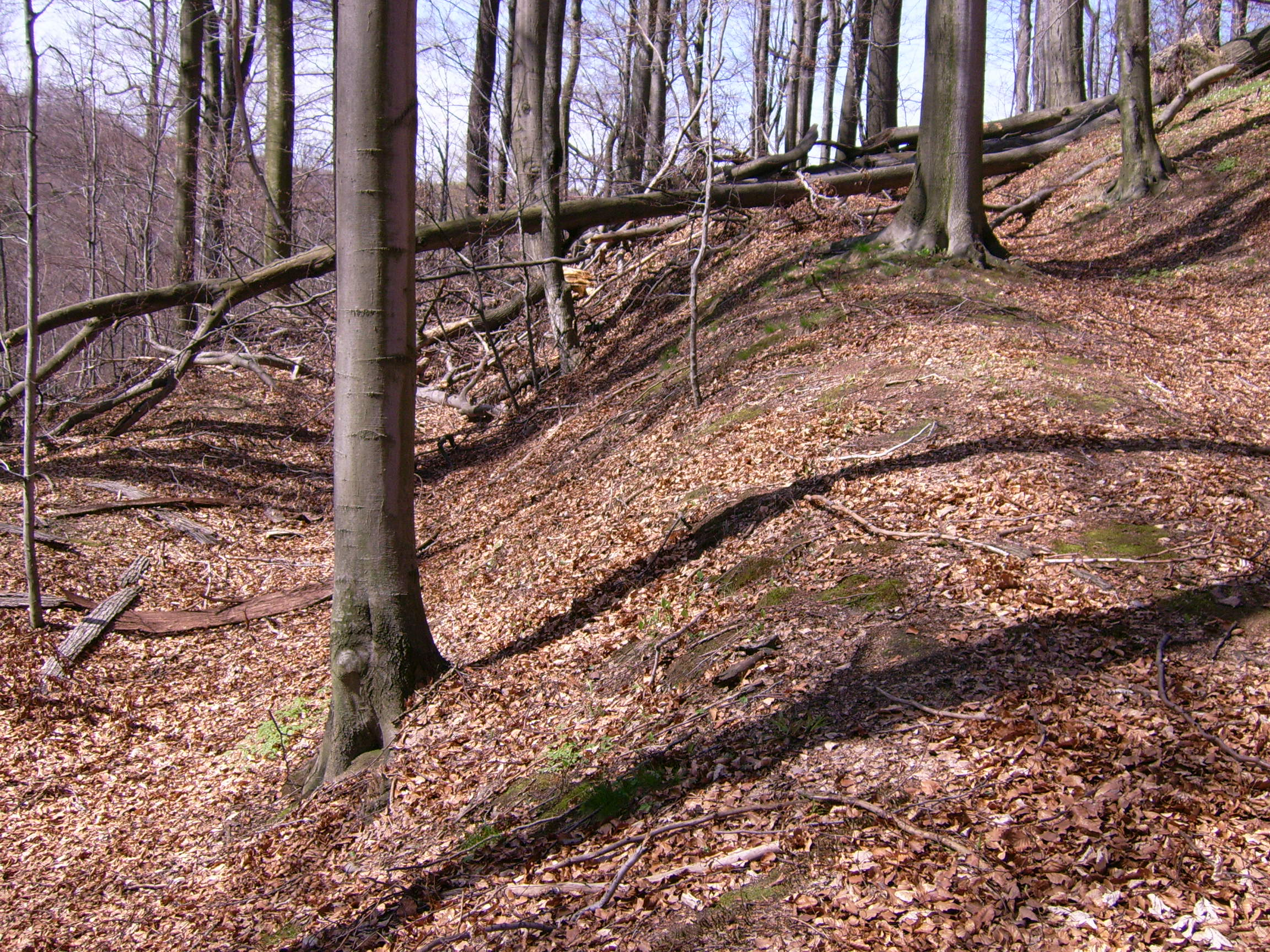
Pozostałości wałów i fos

Osiedle Wały – wczesnośredniowieczny gród w Dolinie Wiercicy na Wyżynie Częstochowskiej. Jego pozostałości znajdują się około 3 km na południowy zachód od miejscowości Złoty Potok w województwie śląskim, w powiecie częstochowskim, w gminie Janów. Zlokalizowane są na wzniesieniu stromo opadającym do dna Doliny Wiercicy, którym prowadzi droga wojewódzka nr 793, naprzeciwko wjazdu do Pstrągarni w Złotym Potoku, powyżej stojącej tuż przy drodze Skały z Krzyżem. Na zboczu tym jest kilka wielkich skał tworzących naturalną obronę grodu od północnej strony. Są to skały: Międzywałowa, Podwale, Pozytywki i Skała na Studni.
Osiedle Wały zamieszkiwane było od VII do XI wieku i wielkością dorównywało największym grodom okresu plemiennego i wczesnopiastowskiego. Chroniły go potrójne mury zbudowane z kamieni, ziemi i drewna. Ich pozostałości widoczne są do dzisiaj. Główna, elipsoidalna część grodu miała średnicę 45 m, powierzchnię około 1410 m² i znajdowała się w najbardziej na zachód wysuniętej części grodu, nad pionowymi skałami, około 40 m powyżej dna doliny. Była siedzibą władcy dużego terytorium. Część jednej ze skał została od wewnętrznej strony grodu sztucznie obrobiona na kształt fallusa, co wskazuje na prawdopodobnie praktykowany tu kult falliczny. Na przylegającej do grodu części północnej znajdowało się miejsce kultu bożka Świętowita, dla którego w sztucznie wykonanym półkulistym wyżłobieniu skały składano dary ofiarne. Obok jest wyżłobiona w skale studnia o nieznanym przeznaczeniu. Przypuszcza się, że wrzucano do niej dary ofiarne. W wyżłobieniu skały w południowej części grodu palił się wieczny ogień. Nad nim wznosiły się ogrzewane nim drewniane zabudowania władcy grodu. Palenisko było tak zabezpieczone, że drewnianym zabudowaniom nie groził pożar i ogień był niewidoczny. W grodzie były dwa otoczone oddzielnym wałem przedgrodzia, od głównego grodu dodatkowo fosą. Gród miał więc potrójne wały, a od południowej strony jeszcze jeden wał i fosę. Bale drewna układane były w wałach poprzecznie. Wejścia znajdowały się w narożnikach wałów. Podgrodzia zajmowały łączną powierzchnię ponad 16 000 m². Stały w nich drewniane domy i budynki gospodarcze ze zwierzętami hodowlanymi. Osiedle zamieszkiwało kilkaset osób. Żywili się m.in. orkiszem. Gdy liczba ludności się zwiększała jego mieszkańcy założyli nową osadę powyżej obecnej pstrągarni. Ostatecznie Osada Wały upadła, gdy na terenach tych utrwaliło się chrześcijaństwo.

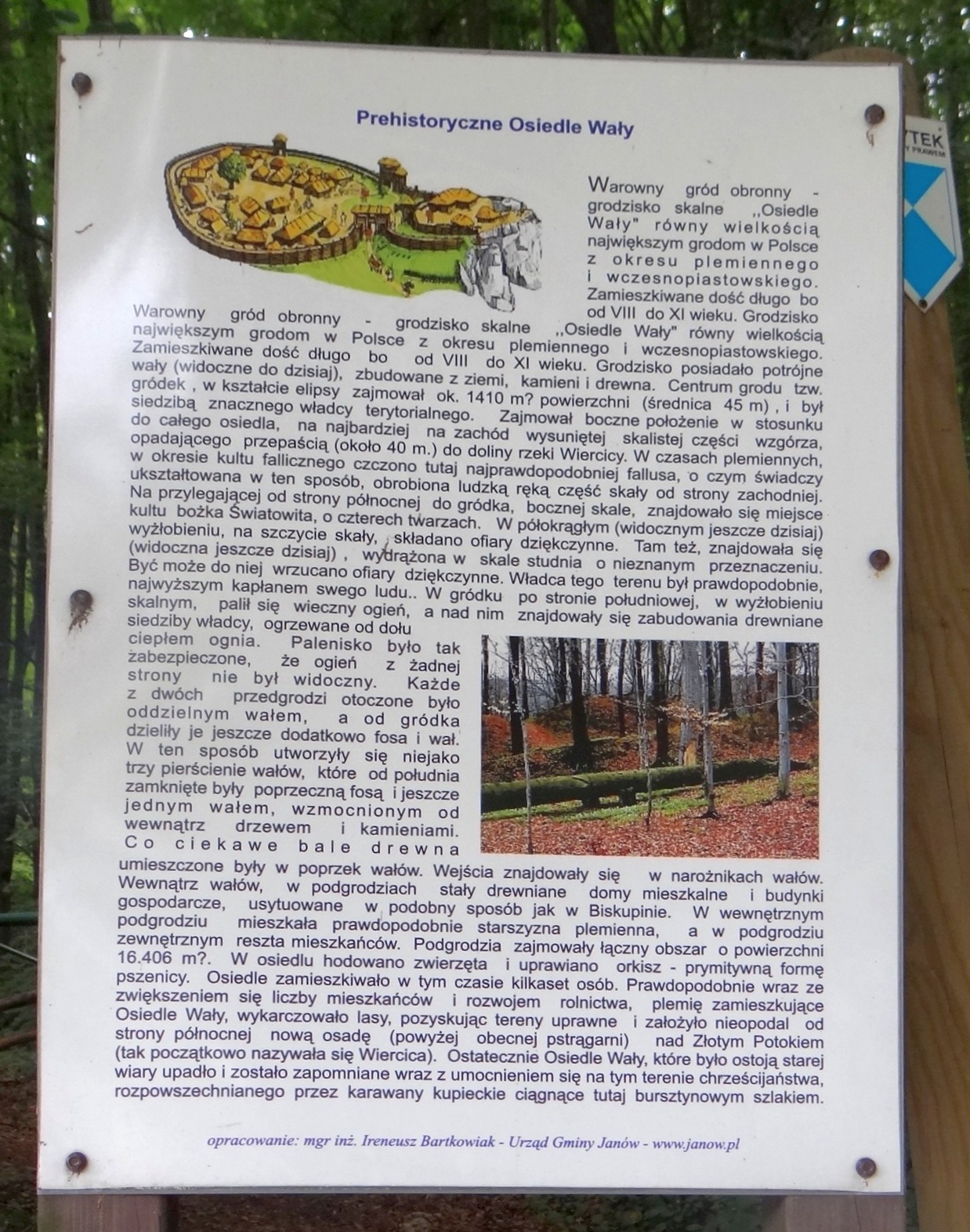
Tablica informacyjna

Przez Osiedle Wały biegnie czerwony Szlak Orlich Gniazd.